# 이진강
이진강(李鎭江, 1943년 8월 25일 경기도 포천 ~ )은 대한민국의 법조인이다. 고려대 법대 2학년 초부터 고시 공부를 시작해 4학년 때 사법시험 5회에 합격했다.
대검중수 1과장, 성남지청장등 22년을 검사로 근무한 뒤 건강상의 문제로 1994년 변호사로 개업하였다. 보수회원들의 지지를 받아 2007년 1월 제 44대 대한변호사협회 회장으로 선출되었다. 2009년 8월 8일 방송통신심의위원회의 위원장으로 선출됐다. 2017년부터는 법무법인 케이엘파트너스(KL partners) 고문으로 활동하고 있다.

## 학력
- 장충초등학교
- 휘문고등학교
- 고려대학교 법학 학사
- 서울대학교 사법대학원 수료

## 경력
- 2023년 3월 ~ 인촌기념회 이사장
- 2019년 5월 ~ 2023년 5월 학교법인 고려중앙학원 이사
- 2017년 ~ 2020년 8월 법무법인 케이엘파트너스 고문변호사
- 2015년 5월 ~ 2017년 4월 제5대 대법원 양형위원회 위원장
- 2011년 6월 ~ 동아일보 독자위원회 위원장
- 2009년 8월 ~ 2011년 4월 방송통신심의위원회 위원장
- 2007년 2월 ~ 2009년 2월 대한변호사협회 협회장, 제44대
- 2001년 11월 ~ 2002년 11월 국가인권위원회 비상임위원
- 1999년 ~ 2000년 서울지방변호사회 회장 (제85대)
- 1997년 국무총리 행정심판위원회 위원
- 1994년 변호사 개업(서울회)
- 1993년 9월 ~ 1994년 9월 수원지방검찰청 성남지청장
- 1990년 서울고등검찰청 검사
- 1988년 서울지방검찰청 동부지청 차장검사
- 1986년 대검찰청 중수부 1과장
- 1985년 서울지방검찰청 동부지청 부장검사
- 1983년 대검찰청 형사1과장
- 1982년 법무부 조정실장
- 1981년 법무부 보호국 심사과장 겸 서울고등검찰청 검사
- 1980년 법무부 법무과 검사
- 1978년 춘천지방검찰청 강릉지청 검사
- 1975년 서울지방검찰청 검사
- 1971년 광주지방검찰청 검사
- 1968년 서울대학교 사법대학원 수료
- 1965년 제5회 사법시험 합격
- 1943년 출생 (서울)

## 저서
- 주택임대보호법령 해설
- 가등기담보등에 관한 법률